# Plagiári
Plagiári, en grec moderne : Πλαγιάρι, est un village du dème de Thérmi, district régional de Thessalonique, en Macédoine-Centrale, Grèce.
Selon le recensement de 2011, la population du village s'élève à 5 392 habitants.